# Seignelay (tổng)
Tổng Seignelay là một tổng của Tỉnh của Yonne.

## Phân chia hành chính
Tổng Seignelay réunit les xã de:
- Beaumont;
- Chemilly-sur-Yonne;
- Cheny;
- Gurgy;
- Hauterive;
- Héry;
- Monéteau (một phần của xã);
- Mont-Saint-Sulpice;
- Ormoy;
- Seignelay.

## Hành chính
| Ngày bầu  | Tên                   | Qualité |
| --------- | --------------------- | ------- |
| 2004-2010 | Jean-Michel Delagneau | Verts   |